# Damarchus oatesi
Damarchus oatesi är en spindelart som beskrevs av Tamerlan Thorell 1895. Damarchus oatesi ingår i släktet Damarchus och familjen Nemesiidae.
Artens utbredningsområde är Myanmar. Inga underarter finns listade i Catalogue of Life.